# Welsh International 1995
Die Welsh International 1995 im Badminton fanden vom 30. November bis zum 3. Dezember 1995 in Cardiff statt.

## Medaillengewinner
| Disziplin    | Gold                             | Silber                            | Bronze                             |
| ------------ | -------------------------------- | --------------------------------- | ---------------------------------- |
| Herreneinzel | Colin Haughton                   | Chris Bruil                       | Andrei Antropow                    |
| Herreneinzel | Colin Haughton                   | Chris Bruil                       | Richard Vaughan                    |
| Dameneinzel  | Jelena Rybkina                   | Brenda Beenhakker                 | Justine Willmott                   |
| Dameneinzel  | Jelena Rybkina                   | Brenda Beenhakker                 | Doris Piché                        |
| Herrendoppel | Andrei Antropow Nikolai Sujew    | Julian Robertson Nathan Robertson | David Gilmour Gordon Haldane       |
| Herrendoppel | Andrei Antropow Nikolai Sujew    | Julian Robertson Nathan Robertson | Lee Boosey Neil Waterman           |
| Damendoppel  | Jelena Rybkina Marina Jakuschewa | Gail Emms Lotte Jonathans         | Heather Poole Charmaine Reid       |
| Damendoppel  | Jelena Rybkina Marina Jakuschewa | Gail Emms Lotte Jonathans         | Nichola Beck Sarah Hardaker        |
| Mixed        | Nikolai Sujew Marina Jakuschewa  | Julian Robertson Lorraine Cole    | Nathan Robertson Gail Emms         |
| Mixed        | Nikolai Sujew Marina Jakuschewa  | Julian Robertson Lorraine Cole    | Quinten van Dalm Nicole van Hooren |